# آن‌فو (آن‌جانگ)
آن‌فو (به ویتنامی: An Phú) یک شهرک در ویتنام است که در استان آن‌جانگ واقع شده‌است. این شهرک، مرکز اداری شهرستان آن‌فو می‌باشد.